# Сингапур на зимних Олимпийских играх 2018
Сингапур на зимних Олимпийских играх 2018 года был представлен одной спортсменкой в шорт-треке. Сингапур впервые в истории принял участие в зимних Олимпийских играх.

## Состав сборной
Шорт-трек
1. Шайенн Гох

## Результаты соревнований

### Коньковые виды спорта

#### Шорт-трек
Квалификация на зимние Олимпийские игры в шорт-треке проходила по результатам четырёх этапов Кубка мира 2017/2018. По итогам этих турниров был сформирован олимпийский квалификационный лист, согласно которому сингапурская сборная получила право заявить для участия в Играх одну женщину. Первую в истории Сингапура путёвку на зимние Олимпийские игры стране принесла Шайенн Гох.
Женщины
| Соревнование | Спортсмены | Отборочный раунд | Отборочный раунд | Отборочный раунд | Четвертьфинал | Четвертьфинал | Четвертьфинал | Полуфинал             | Полуфинал             | Полуфинал             | Финал                 | Финал                 | Итоговое место |
| Соревнование | Спортсмены | Забег            | Результат        | Место            | Забег         | Результат     | Место         | Забег                 | Результат             | Место                 | Результат             | Место                 | Итоговое место |
| ------------ | ---------- | ---------------- | ---------------- | ---------------- | ------------- | ------------- | ------------- | --------------------- | --------------------- | --------------------- | --------------------- | --------------------- | -------------- |
| 1500 метров  | Шайенн Гох | 3                | 2:36,971         | 5                | не проводится | не проводится | не проводится | завершила выступление | завершила выступление | завершила выступление | завершила выступление | завершила выступление | 28             |